# Sahlbergotettix
Sahlbergotettix — род цикадок из отряда Полужесткокрылых.

## Описание
Желтовато-зеленые цикадки длиной около 4-5 мм. Голова спереди треугольная, широкая. Постклипеус выпуклый, округлый или широкоовальный. Переднее крыло с 2 субапикальными ячейками, редко бывает небольшая дополнительная внешняя субапикальная ячейка. Для СССР указывалось около 5 видов. 
- Sahlbergotettix sulvius